# Бизби (Аризона)
Бизби (енгл. Bisbee) град је у америчкој савезној држави Аризона. По попису становништва из 2010. у њему је живело 5.575 становника.

## Демографија
Према попису становништва из 2010. у граду је живело 5.575 становника, што је 515 (8,5%) становника мање него 2000. године.
| Група             | 2000.         | 2010.         |
| Белци             | 3.815 (62,6%) | 3.307 (59,3%) |
| Афроамериканци    | 28 (0,5%)     | 80 (1,4%)     |
| Азијати           | 30 (0,5%)     | 26 (0,5%)     |
| Хиспаноамериканци | 2.094 (34,4%) | 2.019 (36,2%) |
| Укупно            | 6.090         | 5.575         |